# Тереза Белланова
Тереза Белланова (італ. Teresa Bellanova; нар. 17 серпня 1958, Чельє-Мессапіка, провінція Бриндізі, Апулія, Італія) — італійська профспілкова активістка та політик. Сенаторка Італійської Республіки (від 2018 року), міністр продовольства, сільського та лісового господарства (2019—2021).

## Життєпис
Народилася 17 серпня 1958 року у Чельє-Мессапіці.
1971 року, в 14 років, почала працювати за наймом на фермах Апулії.
Довгий час була активістом Загальної італійської конфедерації праці, була регіональним координатором жіночого робітничого руху у Федерації поденників (Federbraccianti) Апулії, і генеральним секретарем провінційної організації Федерації робітників агроіндустрії (Federazione lavoratori dell'agroindustria), увійшла до національного секретаріату Італійської федерації робітників-текстильників, білизнярів і взуттєвиків (Federazione italiana Tessile Abbigliamento Calzaturiero), була обраною в Палату праці Чельє-Мессапіки.
2005 року обрана до Національної ради партії «Ліві демократи», 2006 року вперше обрана до Палати депутатів за списками коаліції Олива.

### Політична кар'єра
Член Палати депутатів XV-го та XVI-го скликань (2006—2013 роки). У Палаті депутатів XV-го скликання від 2006 до 2008 року входила до фракції «Демократична партія-Олива». У Палаті XVI скликання від 2008 до 2013 року входила до фракції Демократичної партії.
Від 19 березня 2013 року перебуває у фракції Демократичної партії в Палаті депутатів XVII-го скликання.
28 лютого 2014 року увійшла до уряду Ренці як молодша статс-секретар Міністерства праці та соціальної політики.
28 січня 2016 року призначена заступником міністра економічного розвитку Італії.
29 грудня 2016 року вступили на посаду молодші статс-секретарі уряду Джентилоні, сформованого після відставки уряду Ренці, і Тереза Белланова отримала відповідну посаду в Міністерстві економічного розвитку.
4 березня 2018 року зазнала поразки на виборах до Сенату за одномандатним округом у Нардо, отримавши лише 17,4 % і залишившись на третьому місці після переможниці — кандидата Руху п'яти зірок Барбари Лецці (39,9 %) та висуванця правоцентристської коаліції Лучано Карідді (35,2 %). Щоправда, політичний важкоатлет, колишній прем'єр-міністр Італії Массімо Д'Алема отримав у цьому ж окрузі лише 3,9 %. Разом з тим, Терезу Белланову обрано до Сенату за партійними списками від регіону Емілія-Романья.
1 червня 2018 року за підсумками виборів сформовано уряд Конте, в якому Белланова не отримала жодного призначення.

### Міністерка сільського господарства
4 вересня 2019 року Джузеппе Конте сформував свій другий уряд, у якому продовольство, сільське та лісове господарство відійшли у відання Терези Белланови, і 5 вересня новий кабінет склав присягу.
17 вересня 2019 року Терезу Белланову названо серед політиків, які підтримали нову партію Маттео Ренці Італія Віва (ІВ) (крім неї, за Ренці пішли молодший статс-секретар Іван Скальфаротто і міністр рівноправності Елена Бонетті). 19 вересня оголошено, що вона очолить представників ІВ в уряді.
13 січня 2021 року за рішенням партії ІВ пішла у відставку на знак незгоди з політикою кабінету (зокрема через відмову від використання Європейського стабілізаційного механізму для фінансового оздоровлення).

### Подальша кар'єра
24 лютого 2021 року призначена заступником міністра інфраструктури та транспорту в уряді Драгі, 1 березня приведена до присяги і вступила на посаду.
22 жовтня 2022 року було сформовано уряд Мелоні, в якому Белланова не отримала жодного призначення.